# Návesní rybník (Osice)
Návesní rybník o rozloze vodní plochy 0,14 ha se nalézá na severním okraji obce Osice v okrese Hradec Králové asi 100 m od Škroupova domu. Rybníček je využíván pro chov ryb.

## Galerie

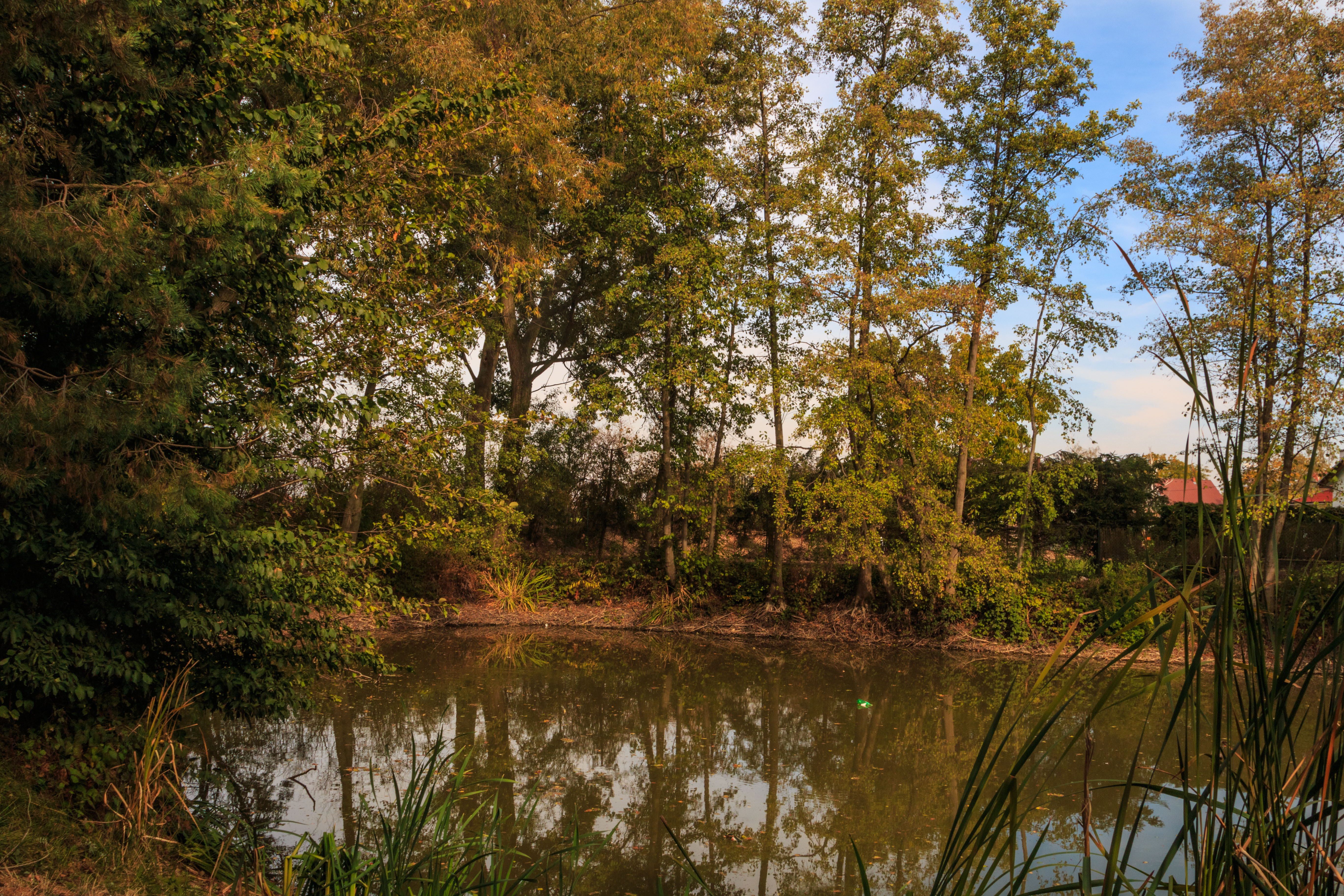
pohled na Návesní rybník v Osicích
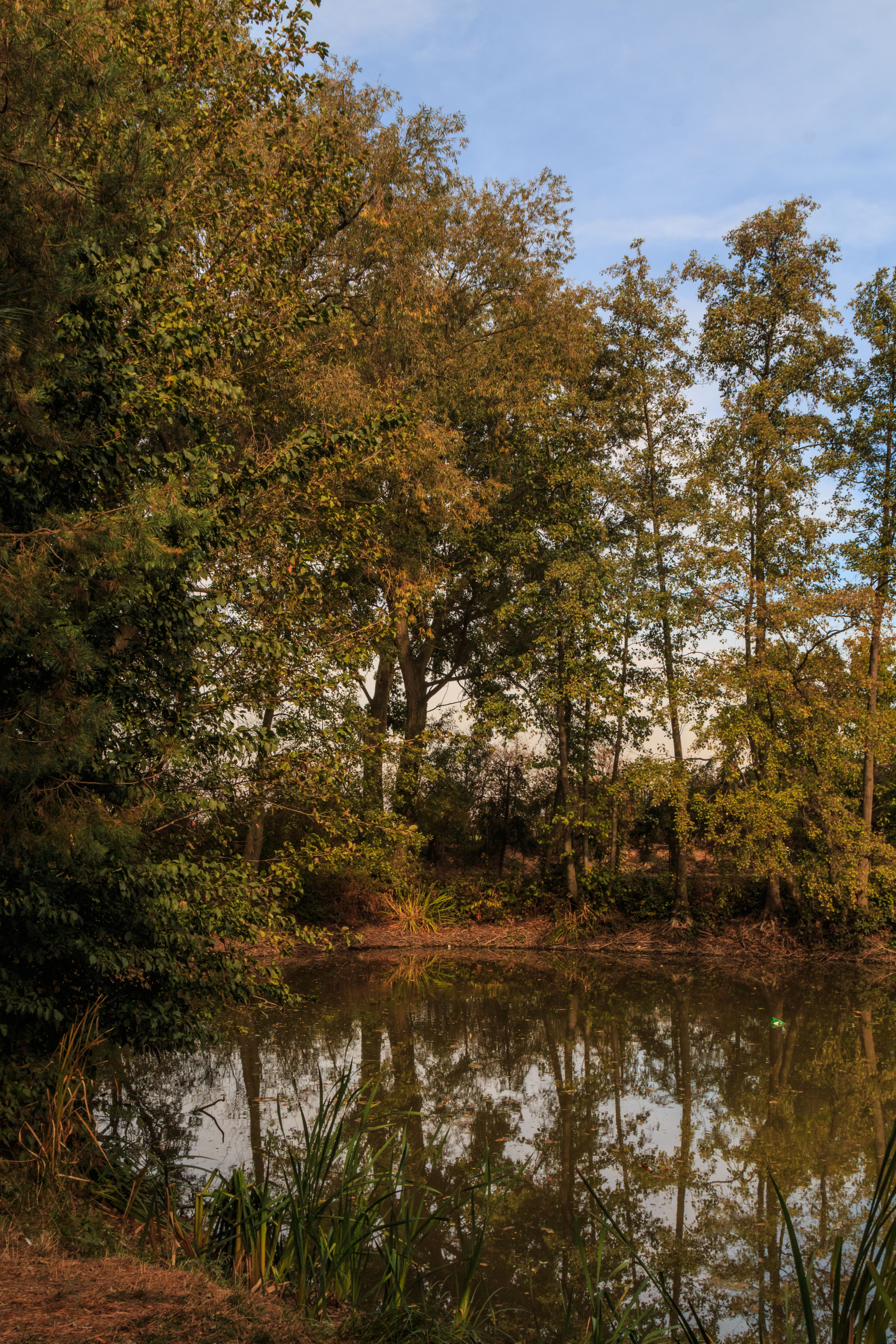
pohled na Návesní rybník v Osicích
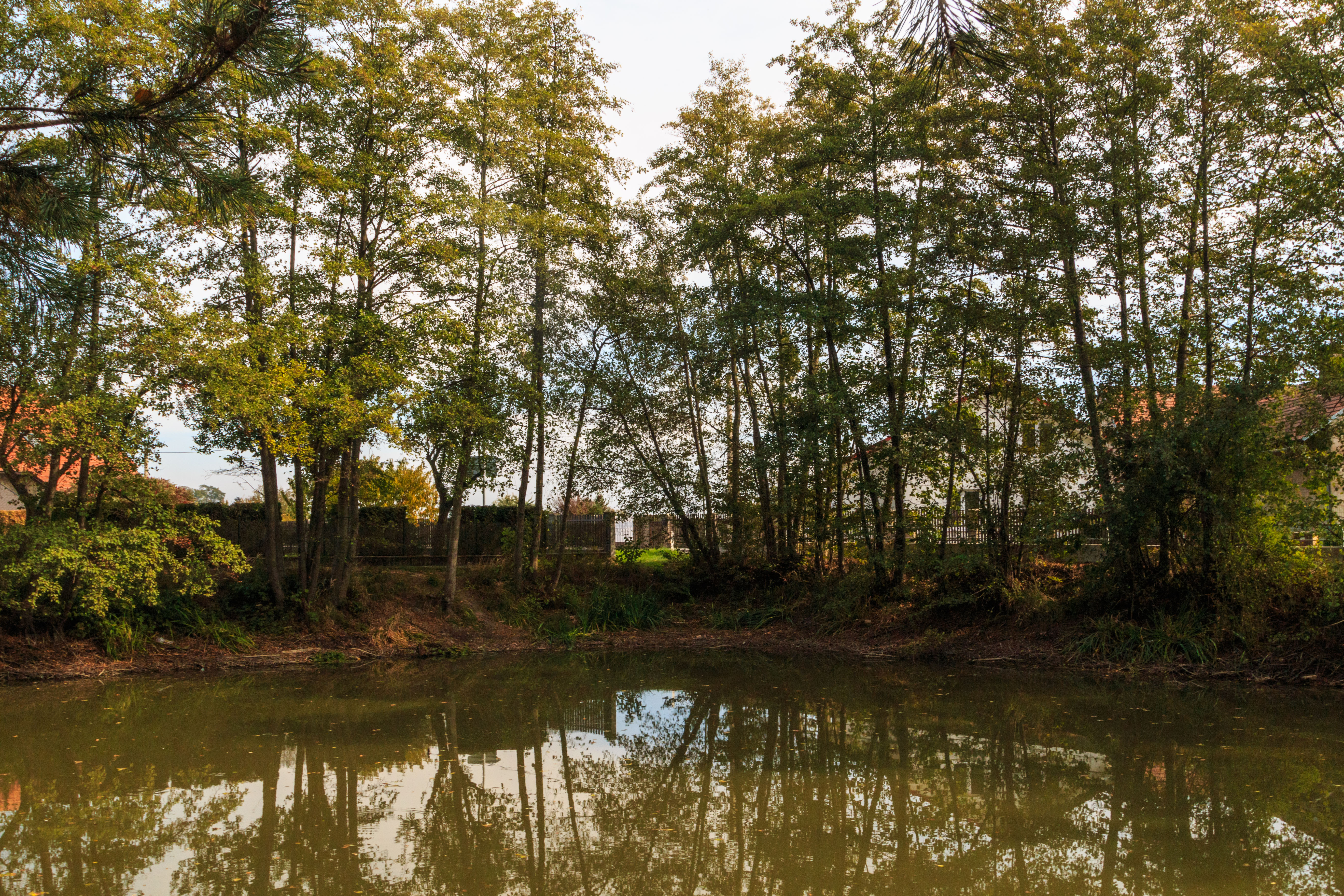
pohled na Návesní rybník v Osicích
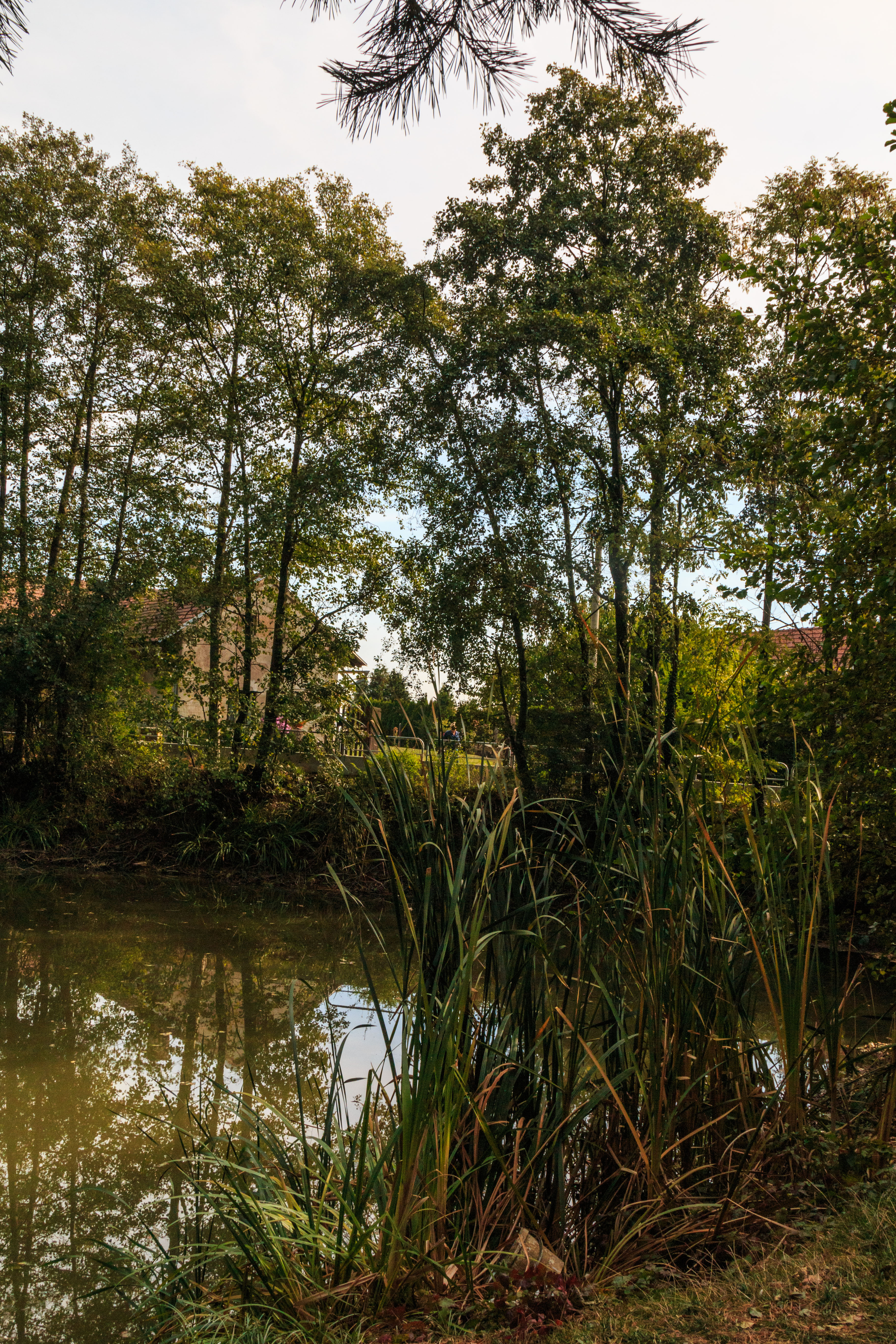
pohled na Návesní rybník v Osicích